# Вершинин, Павел Николаевич
Павел Николаевич Вершинин (род. 3 ноября 1949, Можгинский район, Удмуртская АССР) — российский политический деятель. Член Совета Федерации Федерального собрания РФ от Удмуртской Республики.

## Биография
1974—1980 гг. — главный инженер колхоза «Россия»;
1981—1990 гг. — председатель колхоза «Ленинский путь», Можгинский район;
1990—1995 гг. — министр сельского хозяйства и продовольствия — заместитель, затем первый заместитель председателя Совета Министров Удмуртской Республики;
1995—1999 гг. — председатель Правительства Удмуртской Республики; член Совета Федерации ФС РФ, депутат Госсовета УР первого созыва.
1999—2003 гг. — депутат Госсовета УР второго созыва, первый заместитель председателя ГС УР;
В январе 2016 избран Председателем Общественной палаты Удмуртии.

### Совет Федерации
Член Совета Федерации Федерального Собрания Российской Федерации от Удмуртской Республики с янв. 1996 по май 1999, Председатель Правительства Удмуртской Республики.